# Partito Agrario Spagnolo
Il Partito Agrario Spagnolo (in spagnolo Partido Agrario Español) è stato un partito politico spagnolo di destra, a ispirazione ruralista, durante la Seconda Repubblica spagnola.

## Storia
Fondato nel gennaio 1934, da  José Martínez de Velasco, vi aderirono i vari deputati della destra rurale eletti in altre formazioni nelle elezioni del 1933.
Gli agrari fecero parte dei governi repubblicani in maniera pressoché ininterrotta dal dicembre 1933 al dicembre 1935. Tra i suoi membri Royo Villanova che fu ministro della Marina, e Nicolás Franco, fratello maggiore del generale Francisco Franco che arrivò a essere segretario generale del partito.
Alle elezioni del febbraio 1936 si presentò nella coalizione del Fronte Nazionale Controrivoluzionario, che perse però le elezioni. Gli agrari ottennero solo 11 deputati.
Si sciolse poco dopo, con l'inizio in luglio della guerra civile spagnola. Il suo leader Martinez de Velasco fu assassinato nel carcere di Madrid nell'agosto 1936, dopo essere stato arrestato dai repubblicani.